# Axarus festivus
Axarus festivus är en tvåvingeart som först beskrevs av Thomas Say 1823.  Axarus festivus ingår i släktet Axarus och familjen fjädermyggor. Inga underarter finns listade i Catalogue of Life.